# Empire Earth III
Empire Earth III — відеогра у жанрі стратегії реального часу (RTS). Empire Earth III розроблена компанією Mad Doc Software та видана компанією Sierra Entertainment в першій половині листопада 2007 року ексклюзивно для ПК. Видавцем у Росії була компанія Софт Клаб.

## Ігровий процес
Empire Earth III є стратегією в реальному часі, подібною до Age of Empires, Козаки: Європейські війни та Rise and Fall: Civilizations at War. У грі присутня стандартна для жанру RTS механіка: збір ресурсів, будівництво бази, навчання військ та знищення ворожих юнітів. Однак, на відміну від більшості подібних ігор, гравець просувається через весь хід історії, керуючи народами в різні епохи: прадавню, середньовічну, колоніальну, сучасну і майбутню.
Гра пропонує три цивілізації на вибір: Захід, Близький Схід і Далекосхідну. Кожна цивілізація може бути налаштована гравцем за його бажанням. Крім того, кожна цивілізація має підфракції, засновані на історичних націях (наприклад, Далекосхідна цивілізація містить Китай і Японію). В Empire Earth III кожен регіон фокусується на різних стилях гри; наприклад, Близькому Сходу доступні мобільні будівлі, Захід має потужні бойові одиниці, а Далекий Схід покладається на слабкі, але численні війська.
Режим World Domination дозволяє гравцям битися на віртуальній стратегічній карті, як в Civilization або Empire: Total War, яка поділяється на багато провінцій. При грі в цьому режимі доступні додаткові завдання.

## Оцінки та відгуки
Після успіху першої та другої частини Empire Earth всі чекали від третього видання революції у жанрі. Проте гра провалилася. Більшість ігрових видань поставило грі досить низькі оцінки. Серед недоліків називалась відстала графіка, яка все-таки вимагала від комп'ютерів досить великої потужності. Також був розкритикований незрозумілий інтерфейс у глобальному режимі, слабкий штучний інтелект, одноманітність карт, нецікаві місії, відсутність сюжету в кампанії та нудний ігровий процес.
- Ігроманія — 5/10
- Playground.ru — 9,1/10
- Absolute Games — 40 %
- Gamespot — 3,5/10